# Vîșneakivka, Krasnohvardiiske
Vîșneakivka (în ucraineană Вишняківка) este un sat în comuna Kalinine din raionul Krasnohvardiiske, Republica Autonomă Crimeea, Ucraina.

## Demografie
Componența lingvistică a localității Vîșneakivka
     Rusă (57,71%)
     Tătară crimeeană (20,29%)
     Ucraineană (19,43%)
     Alte limbi (0,57%)
Conform recensământului din 2001, majoritatea populației localității Vîșneakivka era vorbitoare de rusă (57,71%), existând în minoritate și vorbitori de tătară crimeeană (20,29%) și ucraineană (19,43%).